# Il était une fois dans l'Est (film, 2019)
Pour les articles homonymes, voir Il était une fois dans l'Est.
Pour plus de détails, voir Fiche technique et Distribution.
Il était une fois dans l'Est (Однажды в Трубчевске) est un film russe réalisé par Larissa Sadilova (ru) et sorti en 2019.
Il a été présenté en compétition au festival de Cannes 2019 dans le cadre du programme Un certain regard.

## Synopsis
Dans le village isolé de Troubtchevsk, dans l'oblast de Briansk, Anna devra choisir entre conserver sa vie familiale rangée avec son mari ou tenter une aventure avec Egor, un routier...

## Fiche technique
Sauf indication contraire, les informations mentionnées dans cette section peuvent être confirmées par la base de données cinématographiques IMDb,  présente dans la section « Liens externes ».
- Titre français : Il était une fois dans l'Est[3]
- Titre original : Однажды в Трубчевске, Odnazhdy v Trubchevske
- Réalisateur : Larissa Sadilova (ru)
- Scénario : Larissa Sadilova (ru)
- Photographie : Anatoli Petriga
- Montage : Gleb Dragaïtsev, Larissa Sadilova (ru)
- Producteur : Roustam Akhadov, Larissa Schneidermann, Larissa Sadilova (ru)
- Société de production : Shim Film, Arsi Film
- Pays de production :  Russie
- Langue de tournage : russe
- Format : Couleurs - 1,85:1
- Durée : 80 minutes (1h20)
- Genre : Comédie dramatique
- Dates de sortie :
  - France : 23 mai 2019 (Festival de Cannes 2019), 11 juin 2020 (internet)
  - Russie : 19 septembre 2019

## Distribution
- Kristina Schneider : Anna
- Egor Barinov : Egor
- Youri Kisseliov : La mari d'Anna
- Maria Semionova : Tamara